# 王庚年
王庚年（1956年5月—），河北大名人，中华人民共和国政治人物。
早年毕业于北京大学中文系，后供职于中国国际广播电台。1994年，调任中共中央办公厅调研室宣传组副组长。1995年，升任广电部电影局副局长。2004年，担任中国国际广播电台台长。